# Kanianka
Kanianka je obec na Slovensku v okrese Prievidza v Trenčínském kraji ležící 4 km na sever od města Bojnice. Žije zde přibližně 4 000 obyvatel.
První písemná zmínka o obci je z roku 1463. V obci je moderní římskokatolický kostel Božského Srdce Ježíšova.